# Storia della radioprotezione

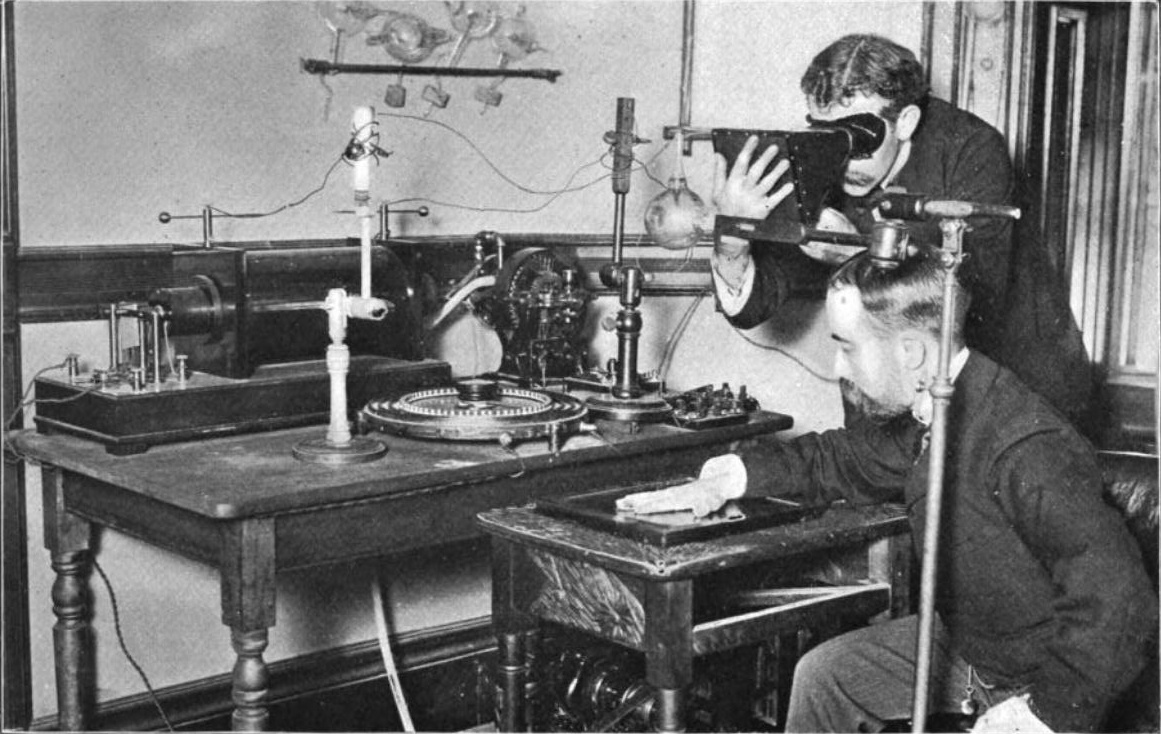
Esperimenti senza protezione negli Stati Uniti nel 1896 con un primo tubo a raggi X (tubo di Crookes), quando i pericoli delle radiazioni erano ancora in gran parte sconosciuti.

La storia della radioprotezione comincia a cavallo tra il XIX e il XX secolo con la scoperta che le radiazioni ionizzanti e non ionizzanti da fonti radioattive naturali e artificiali possono avere un effetto nocivo sugli organismi viventi. È quindi anche la Storia dei danni da radiazioni.
Dopo che nel periodo iniziale le esposizioni alle sostanze radioattive, o meglio ai raggi X (raggi Röntgen), avvennero in maniera avventata, la crescente consapevolezza dei pericoli delle radiazioni nel corso del XX secolo sfociò in tutto il mondo in misure di prevenzione, che condussero alle corrispondenti disposizioni di radioprotezione. Le prime vittime furono i radiologi, che entrarono nella storia della medicina come "martiri" del progresso radiologico; ne è un esempio la famosissima Marie Curie che diede uno dei più importanti contributi alla storia della radioattività, morendo però a causa dell’avvelenamento da radiazioni. Molti di loro a causa dei danni da radiazioni dovettero subire amputazioni o morirono di malattie tumorali. Gli usi di sostanze radioattive nella vita di tutti i giorni erano considerati "chic".
A poco poco le conseguenze per la salute furono conosciute, le loro cause furono indagate e la consapevolezza della necessità di misure di protezione acuita. Un cambiamento decisivo avvenne dopo i lanci delle bombe atomiche nella Seconda guerra mondiale. Sempre più si riconobbero anche le conseguenze dei "raggi cosmici" naturali, gli effetti di sostanze radioattive che sono presenti nell'ambiente come il radon e il radio nonché i possibili danni per la salute delle radiazioni non ionizzanti. In tutto il mondo furono elaborate e introdotte misure di protezione, furono sviluppati strumenti per il monitoraggio nonché emanate leggi e disposizioni per la radioprotezione.
Nel XXI secolo le disposizioni sono soggette a un crescente irrigidimento. In particolare, i valori limite ammessi per l'intensità delle radiazioni ionizzanti subiscono correzioni più ampie verso valori minori. Anche il concetto della radioprotezione è tradotto in modo più ampio, contiene ormai anche prescrizioni per i contatti con le radiazioni non ionizzanti.
In Italia la legislazione disciplina la radioprotezione della popolazione dei lavoratori e delle esposizioni a scopo medico con il decreto legislativo n. 101 del 2020 e s.m.i. che sostituisce e abroga il D.Lgs 230/95 il 187/00 e smi.
Per la protezione dei lavoratori e della popolazione, invece, i datori di lavoro devono avvalersi di un Esperto di Radioprotezione e di un medico autorizzato, responsabile della sorveglianza medica dei lavoratori esposti.

## Raggi X
La pericolosità dei raggi X fu a lungo ignorata e la radioprotezione trascurata. Un'esposizione alle radiazioni è facilmente relativizzata, prendendo come valore orientativo il livello di radiazioni naturali (mediamente 2,1 millisievert all'anno). L'esposizione aggiuntiva media per le radiazioni artificiali ammonta a circa ulteriori 2 millisievert all'anno. Si fanno paragoni, ad esempio su quanto sia basso un livello di radiazioni come questo paragonato a quello a cui ci espone durante un soggiorno in montagna o in un volo.
Raggiungere un valore indicativo o limite, significa tuttavia solo introdurre un rischio (socialmente) ancora accettato. Tali paragoni minimizzano le conseguenze per la salute di un'esposizione alle radiazioni, perché non considerano l'effetto cumulativo di tutti i livelli di radiazioni, ai quali il singolo è complessivamente esposto. Fondamentale in tutti i livelli di radiazioni artificiali è osservare il principio ALARA (inglese As Low As Reasonably Achievable): il livello di radiazioni deve essere il più basso che sia ragionevolmente raggiungibile. Sulla base di questo principio, le dosi limite furono successivamente corrispondentemente corrette verso il basso.

### Prime conseguenze delle radiazioni
La scoperta dei raggi X da parte di Wilhelm Conrad Röntgen (1845–1923) nel 1895 portò a estesi esperimenti da parte di scienziati, medici e inventori. I primi apparecchi a raggi X producevano per la generazione di immagini spettri di radiazioni assai sfavorevoli con una dose sulla pelle estremamente alta. Nel febbraio del 1896 John Daniel e William Lofland Dudley (1859–1914) dell'Università Vanderbilt condussero un esperimento, nel quale fu fatta una radiografia alla testa di Dudley, ciò che portò alla caduta dei capelli. Herbert D. Hawks, un laureato dell'Università della Columbia, subì gravi ustioni alle mani e al petto durante un esperimento dimostrativo con i raggi X. Questi fatti furono riportati nelle riviste specializzate su ustioni e caduta dei capelli. Così Nikola Tesla (1856–1943) fu uno dei primi ricercatori in Electrical Review del 5 maggio 1897 ad ammonire in modo del tutto esplicito contro il potenziale pericolo dei raggi X — dopo che ancora all'inizio li aveva considerati assolutamente privi di rischi. Egli stesso dovette subire massicci danni da radiazioni al proprio corpo dopo i suoi esperimenti. Tuttavia ancora in questo periodo vari medici affermavano che i raggi X non avevano alcun effetto sull'uomo. Ancora fino agli anni 1940 le attrezzature a raggi X venivano fatte funzionare senza alcuna precauzione.
Allo stesso Röntgen il destino degli altri utilizzatori dei raggi X fu risparmiato da un'abitudine. Egli portava continuamente in giro con sé nella tasca le lastre fotografiche non impressionate, e si accorse che queste venivano impressionate se durante l'esposizione alla radiazioni rimaneva nello stesso spazio. Così durante l'esecuzione delle radiografie usciva regolarmente dalla stanza.

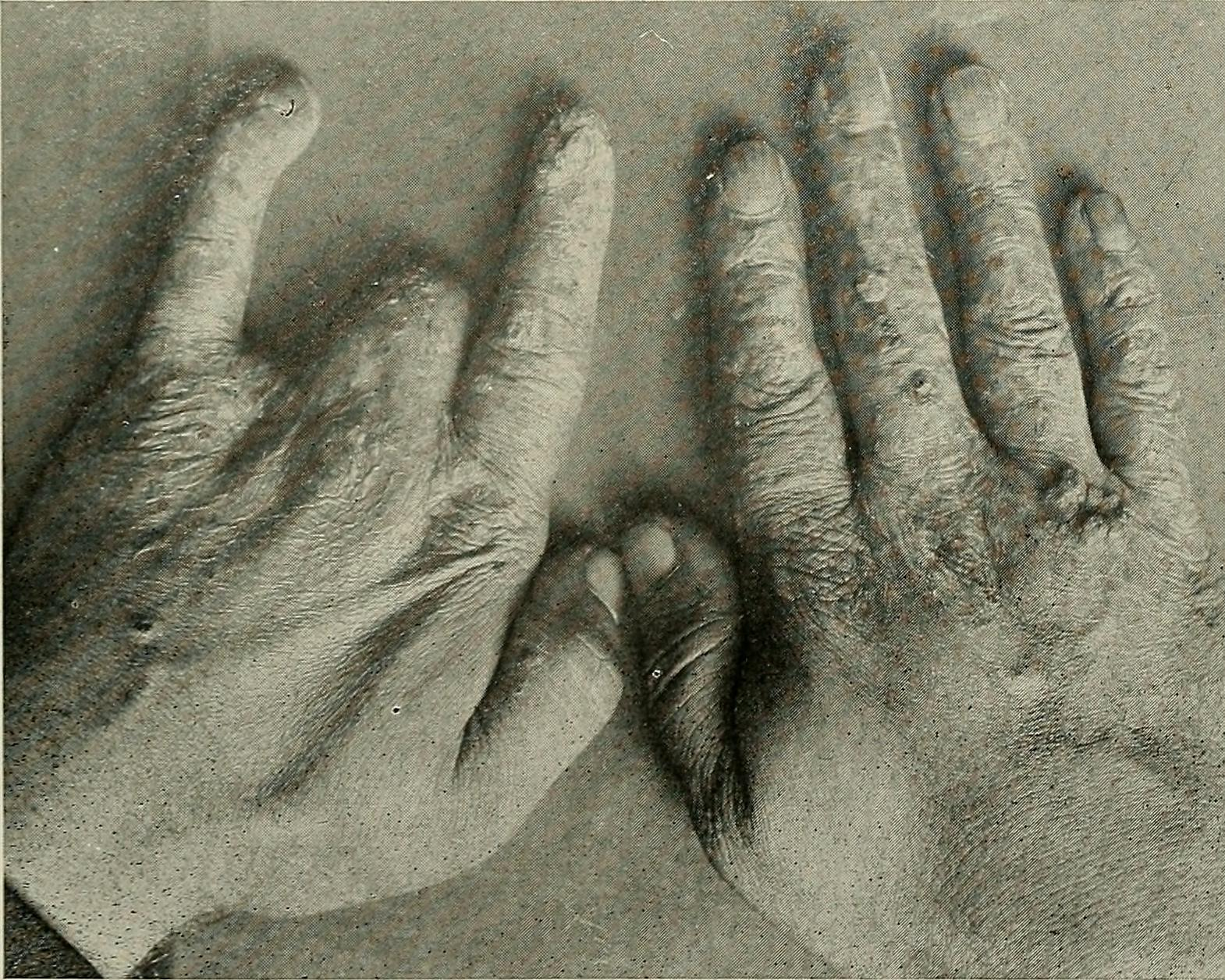
Documentazione fotografica dei danni da radiazioni alle mani di Kassabian.

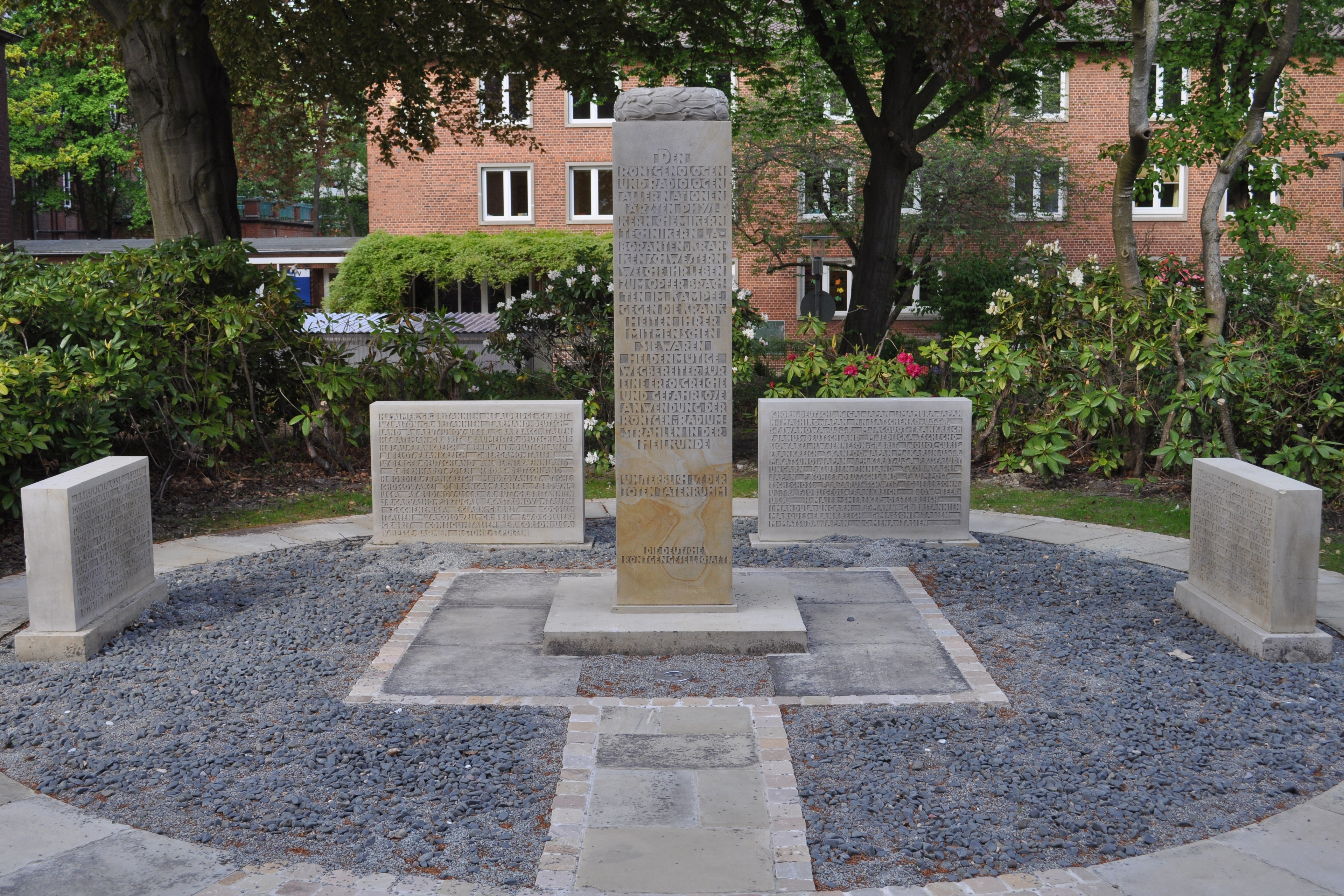
Monumento commemorativo della radiologia (Amburgo-St. Georg).

L'uso dei raggi X nella diagnosi dell'odontologia fu reso possibile dal lavoro pionieristico di C. Edmund Kells (1856–1928), un dentista di New Orleans, che lo sperimentò già nel luglio del 1896 davanti a dentisti ad Asheville (Carolina del Nord). Kells commise suicidio dopo una lunga storia di malattia per il cancro causato dalle radiazioni. Gli era stato amputato un dito dopo l'altro, più tardi l'intera mano, seguita dall'avambraccio e poi dall'intero braccio.
Otto Walkhoff (1860–1934), uno dei più eminenti dentisti tedeschi della storia, effettuò parimenti nel 1896 radiografie in autoesperimento ed è ritenuto un pioniere della radiologia odontoiatrica. Egli definì il tempo di esposizione necessario di 25 minuti "come una tortura". L'ordine dei medici di Brunswick lo incaricò in seguito dell'istituzione e della supervisione di un reparto radiologico centrale. Egli sperimentò contemporaneamente su sé stesso nel 1898 (quindi nell'anno dopo la scoperta del radio) l'impiego del radio in medicina con l'uso di una quantità oggi inimmaginabile di 0,2 g di bromuro di radio. Walkhoff osservò che i topi che erano esposti a radiazioni di radio, morivano significativamente più tardi di un gruppo di confronto di topi non trattati. Egli diede inizio in tal modo allo sviluppo della ricerca sulle radiazioni per il trattamento dei tumori.
Il radiologo armeno-americano Mihran Krikor Kassabian (1870–1910), vicepresidente dell'American Roentgen Ray Society (ARRS), si occupò degli effetti stimolanti dei raggi X. In una pubblicazione menzionò i problemi crescenti con le sue mani. Benché Kassabian riconoscesse i raggi X come causa, evitò di fare questo collegamento per non ostacolare il progresso della radiologia. Nel 1902 subì una grave ustione da radiazioni alla mano. Sette anni più tardi la mano diventò necrotica e gli furono amputate due dita della mano sinistra. Kassabian tenne un diario e fotografò la sua mano, quando i danni ai tessuti andarono avanti. Morì nel 1910 per le conseguente del tumore.
Molti dei primi ricercatori sui raggi X e sulla radioattività entrarono nella storia come "martiri della scienza". Sarah Zobel dell'Università del Vermont nel suo articolo The Miracle and the Martyrs (italiano: Il miracolo e i martiri) richiama l'attenzione su un banchetto, che fu celebrato in onore di molti pionieri dei raggi X nel 1920. Aveva pollo per cena: "Poco dopo che fu servito da mangiare, si poteva vedere che alcuni dei partecipanti non erano nella condizione di godersi il pasto. Dopo anni di lavoro con i raggi X molto partecipanti avevano perso le dita o la mano a causa dell'esposizione alle radiazioni e non potevano tagliarsi la carne." Il primo americano che morì a causa dell'esposizione alle radiazioni fu Clarence Madison Dally (1845–1904), assistente di Thomas Alva Edison (1847–1931). Edison cominciò quasi immediatamente ad esaminare i raggi X dopo la scoperta di Röntgen e delegò questi compiti a Dally. Nel corso del tempo Dally per via dei danni da radiazioni dovette sottoporsi a oltre 100 operazioni alla pelle. Alla fine dovettero essergli amputate entrambe le braccia. La sua morte indusse Edison nel 1904 a rinunciare a ogni ulteriore ricerca sui raggi X.
Tra i pionieri fu annoverato anche l'austriaco Gustav Kaiser (1871–1954), al quale nel 1896 riuscì la radiografia di un doppio dito con 1½–2 ore di tempo di esposizione. Anche egli a causa della scarsa conoscenza ebbe danni da radiazioni delineati nelle mani e perse parecchie dita e la mano destra. I suoi lavori furono tra l'altro la base per la costruzione dei grembiuli di gomma con piombo. Heinrich Albers-Schönberg (1865–1921), il primo titolare di cattedra per radiologia a livello mondiale, consigliò nel 1903 la protezione delle gonadi per i testicoli e le ovaie. Egli fu in tal modo uno dei primi, che non solo difese le cellule germinali dai danni acuti da radiazioni, ma anche dalle piccole dosi di radiazioni, che possono cumularsi con il tempo e procurare danni postumi. Anche Albers-Schönberg morì a 56 anni in conseguenza dei danni dei raggi X.
Un monumento commemorativo della radiologia nel giardino dell'Ospedale di St. Georg ad Amburgo-St. Georg ricorda dal 4 aprile 1936 359 vittime di 23 paesi tra i primi utilizzatori medici dei raggi X.

### Primi avvertimenti

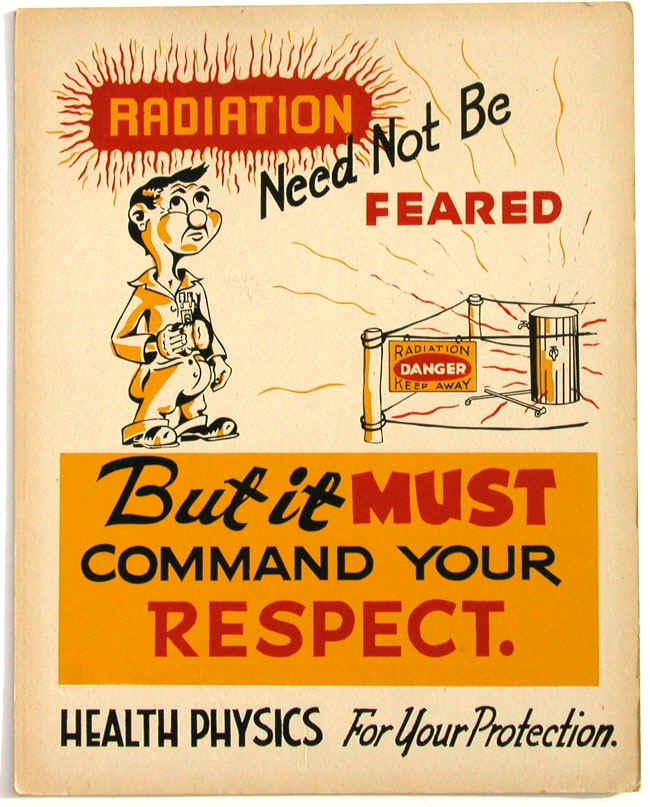
Nel 1947 negli Stati Uniti d'America furono affissi manifesti per richiamare l'attenzione sulla radioprotezione. Contemporaneamente avrebbe dovuto essere reso il concetto di health physics ("fisica della salute") che aveva solo quattro anni.

Nel 1896 l'ingegner Wolfram Fuchs, sulla base delle sue esperienze con numerose ricerche sui raggi X, raccomandò di mantenere il tempo di irradiazione il più breve possibile, di mantenere una distanza dal tubo e di coprire la pelle con la vaselina – questa fu la prima pubblicazione del genere a livello mondiale. I medici di Chicago William Fuchs e Otto Schmidt furono nel 1897 i primi utilizzatori che dovettero risarcire i danni da radiazioni a un paziente.
Il dentista William Herbert Rollins (1852–1929) pretese nel 1901 che durante il lavoro con i raggi X si indossassero gli occhiali protettivi con vetro di piombo, che il tubo a raggi X fosse circondato di piombo e che tutte le parti del corpo fossero coperte con grembiuli di piombo. Egli pubblicò oltre 200 articoli sui possibili pericoli dei raggi X, tuttavia le sue proposte furono per molto tempo ignorate. Un anno più tardi Rollins scrisse nella disperazione totale che i suoi avvertimenti sui pericoli legati ai raggi X non furono osservati tanto dall'industria quanto anche dai suoi colleghi. A questo punto Rollins aveva già provato che i raggi X potevano uccidere gli animali da laboratorio e causare aborti spontanei tra le cavie. I meriti di Rollins furono riconosciuti solo più tardi. Da allora entrò come il "padre della radioprotezione" nella storia della radiologia. Fu membro della Radiological Society of North America e suo primo tesoriere.
La radioprotezione si sviluppò ulteriormente attraverso l'invenzione di nuovi apparecchi di misura come il cromoradiometro di Guido Holzknecht (1872–1931) nel 1902, il radiometro di Raymond Sabouraud (1864–1938) e Henri Noiré (1878–1937) negli anni 1904/05 nonché il quantimetro di Robert Kienböck (1873–1951) nel 1905. In tal modo poterono essere indicate le dosi massime, alle quali con maggiore probabilità non si manifestavano ancora mutamenti della pelle. Anche il radio venne incluso dalla British Roentgen Society, che nel 1921 pubblicò un primo memorandum, che era appunto orientato particolarmente alla protezione contro il radio.
Negli anni Cinquanta era prassi consolidata controllare lo stato di gravidanza attraverso i raggi x, solo nel 1956 la dottoressa Alice Steward dell'Università di Oxford dimostrò come questa pratica raddoppiasse il rischio di cancro per il bambino.

### Usi non necessari

#### Pedoscopio

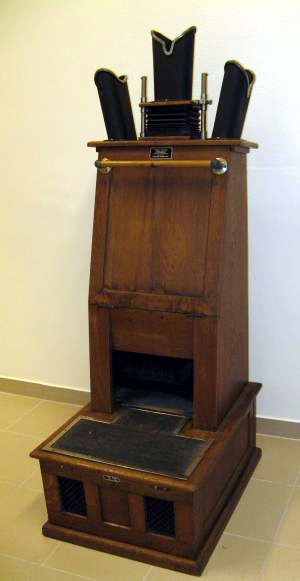
Pedoscopio degli anni 1930 dall'apparecchio radiologico di Ernst Gross, Berlino, Museo della fisica di Salisburgo. In seguito fu applicata una feritoia supplementare per bambini piccoli all'altezza adatta, affinché anche lo stesso bambino potesse vedere la radiografia.

In molti negozi di scarpe in Nordamerica ed Europa già dagli anni 1920 furono installati pedoscopi, solo negli Stati Uniti più di 10.000, inventati da Jacob Lowe, un fisico di Boston. Si trattava di apparecchi radiologici per la verifica della comodità delle scarpe, che servivano alla promozione delle vendite di calzature, in particolare per i bambini. I bambini erano particolarmente affascinati dalla vista delle ossa del loro piede. La radiografia avveniva spesso più volte di seguito in un giorno, per valutare diverse scarpe riguardo alla loro comodità. Gli apparecchi per la maggior parte rimasero nei negozi di scarpe fino all'inizio degli anni 1970. La dose di radiazioni assorbita dai clienti era fino a 116 rad, ciò che corrisponde a 1,16 gray. Negli anni 1950, quando già vi erano conoscenze mediche sui pericoli per la salute, furono applicati avvisi ai pedoscopi, secondo i quali gli acquirenti delle scarpe non dovevano farsi radiografare più di tre volte al giorno e di undici volte all'anno.
Fino all'inizio degli anni 1950 furono diffusi avvertimenti sui pericoli dell'uso continuato dei fluoroscopi che adattavano le scarpe da parte di una serie di organizzazioni professionali, ad esempio l'American Conference of Governmental Industrial Hygienists, l'American College of Surgeons, la New York Academy of Medicine e l'American College of Radiology. Contemporaneamente il Distretto di Columbia emanò disposizioni secondo le quali i fluoroscopi per le scarpe potevano essere azionati solo da un fisioterapista abilitato. Un paio di anni più tardi lo stato del Massachusetts approvò disposizioni corrispondenti, in base alle quali quaeste macchine potevano essere gestite sono da un medico autorizzato. Nel 1957 in Pennsylvania per delibera del tribunale l'impiego dei fluoroscopi che adattavano le scarpe fu vietato. Finché nel 1960 queste misure e la pressione delle compagnie di assicurazione portarono almeno negli Stati Uniti alla scomparsa del fluoroscopio per adattare le scarpe.
In Svizzera erano in funzione 1.500, a partire dal 1963 ancora circa 850 apparecchi radiografici per le scarpe, che in base a un'ordinanza del Dipartimento dell'Interno elvetico del 7 ottobre 1963 dovevano essere controllati dalla schweizerischen elektrotechnischen Verein ("Associazione elettrotecnica svizzera"). L'ultimo fu chiuso solo nel 1990.
In Germania un divieto degli strumenti fu emanato solo nel 1976. I bambini, gli adulti e il personale di vendita erano esposti senza controllo ai raggi X durante la radiografia (nessuna lastra, ma servizio continuato), che continuava finché veniva premuto il pulsante di inserimento. I raggi X potevano inoltre passare indisturbati attraverso il semplice rivestimento di legno dello strumento. Se il pedoscopio stava nelle vicinanze della cassa, la cassiera era esposta a una esposizione alle radiazioni particolarmente alta, perché cumulata. Le conseguenze a lungo termine dei raggi X, per quanto riguarda sia i danni genetici sia anche la cancerogenità, oggigiorno sono note. Fino a che punto l'impiego a livello mondiale del pedoscopio durante i decenni sia stato causa di conseguenze per la salute, non è tuttavia concretamente dimostrabile. Ad esempio è discussa una relazione diretta riguardo al carcinoma delle cellule basali del piede. Nel 1950 fu pubblicato un caso, nel quale a un indossatore di scarpe dovette per questo essere amputata una gamba.

#### Radioterapia

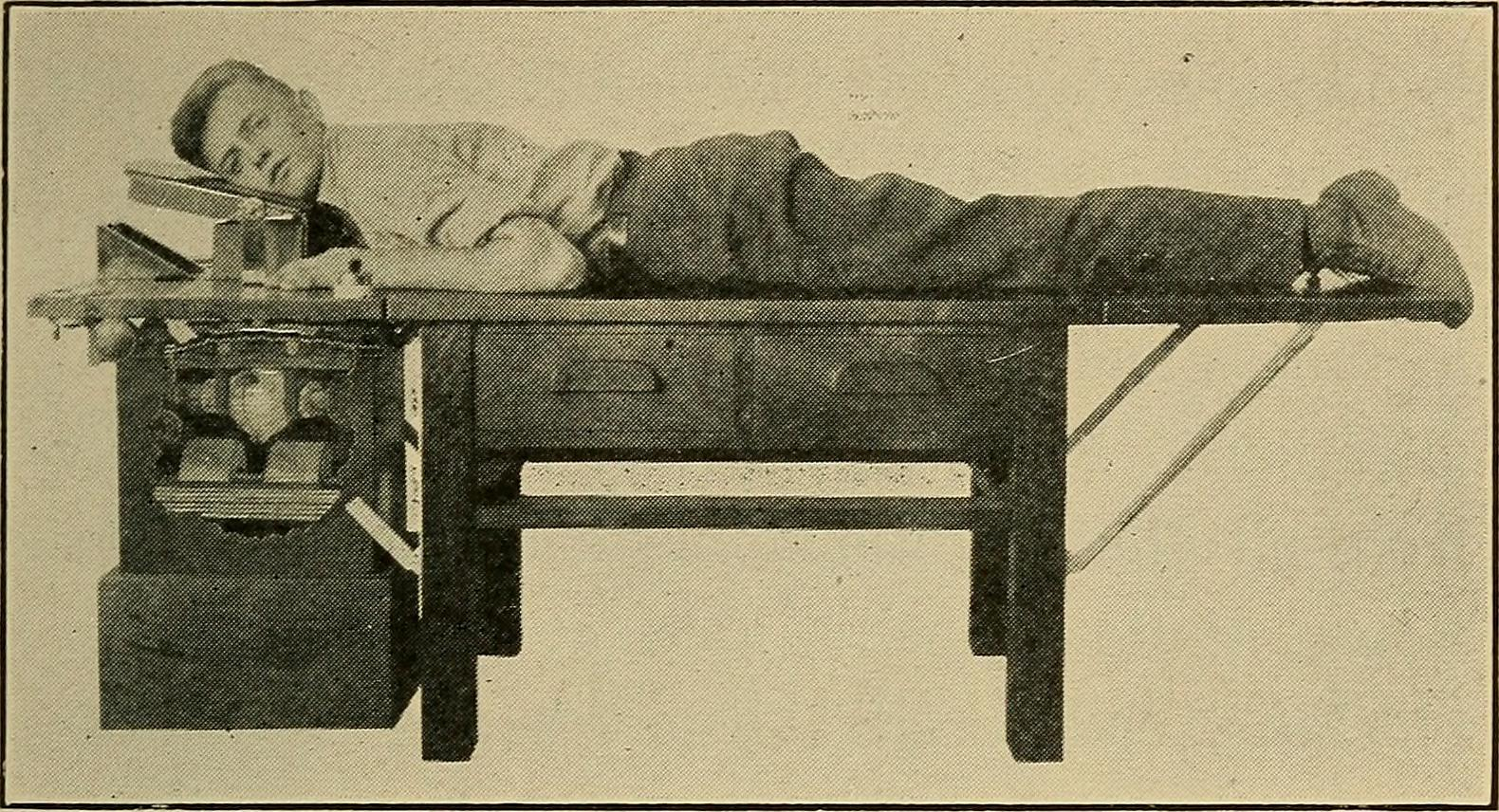
Terapia con raggi X della difterite nel 1922. Il tavolo radiografico fu sviluppato appositamente per il trattamento dei bambini, per escludere i pericoli che derivavano dai fili ad alta tensione.

Nel 1896 il dermatologo viennese Leopold Freund (1868–1943) usò per la prima volta i raggi X per il trattamento di una malattia. Egli irradiò con successo il nevo peloso di una giovane ragazza. Nel 1897 Hermann Gocht (1869–1931) rese pubblico radiotrattamento per la nevralgia del trigemino, e Aleksej Petrovič Sokolov (1854–1928) scrisse nella più antica rivista radiologica specializzata Fortschritte auf dem Gebiete der Röntgenstrahlen (RöFo) sulla radioterapia per l'artrite (infiammazione degli arti). Nel 1922 il trattamento con i raggi X per numerose affezioni e per la diagnostica era raccomandato come sicuro. La radioprotezione si limitava a dare raccomandazioni sulla dose, che dovevano soprattutto non produrre alcun eritema (arrossamento della pelle). A titolo di esempio i raggi X furono promossi come alternativa alla tonsillectomia (asportazione delle tonsille). Allo stesso modo ci si vantava che grazie ad essi nell'80% dei casi riguardo ai portatori di difterite nel giro di due-quattro giorni il Corynebacterium diphtheriae non era più rilevabile. Il radiologo friburghese Günther von Pannewitz (1900–1966) perfezionò quella da lui detta radioterapia stimolante (Röntgenreizbestrahlung) riguardo alle affezioni degenerative negli anni 1930. Le radiazioni a dosaggio debole evitavano la reazione di infiammazione del tessuto.
Fino al 1960 circa perciò malattie come il morbo di Bechterew o la tigna favosa (micosi della testa) furono trattate con i raggi X anche nei bambini, ciò che fu efficace, ma, decenni più tardi, ebbe come conseguenza accresciuti tassi di tumori tra i pazienti. Il patologo statunitense James Ewing (1866–1943) nel 1926 osservò per primo modificazioni ossee in seguito a una radioterapia, che denominò osteite da radiazioni (oggi osteoradionecrosi). Nel 1983 Robert E. Marx stabiliì che l'osteoradionecrosi è una necrosi ossea asettica indotta dalle radiazioni. Si cerca di prevenire i processi infiammatori acuti e cronici di un'osteoradionecrosi con la somministrazione di antinfiammatori steroidei. Oltre a ciò si raccomandano la somministrazione di pentossifillina e un trattamento antiossidante, ad esempio con superossido dismutasi e tocoferolo (vitamina E).

## Radioprotezione negli esami radiologici

### Premessa
L'ecografia (diagnostica ad ultrasuoni) è una tecnica di generazione di immagini variamente e frequentemente utilizzata nella diagnostica medica. Gli ultrasuoni si utilizzano anche nella terapia. In questa si utilizzano tuttavia onde meccaniche e non radiazioni ionizzanti o non ionizzanti. La sicurezza dei pazienti è garantita se si rispettano i valori limite raccomandati per evitare la cavitazione e il surriscaldamento.
Anche nel caso di apparecchi funzionanti con campi elettromagnetici in radiofrequenza come la risonanza magnetica tomografica (RMT) non si utilizzano radiazioni ionizzanti. Nel 1973 la RMT fu sviluppata come tecnica per la generazione di immagini da Paul Christian Lauterbur (1929–2007) con contributi essenziali di sir Peter Mansfield (1933–2017). Qui esiste la possibilità che gioielli o borchie si riscaldino fortemente; tra l'altro sui gioielli si esercita un'elevata forza di trazione, ciò che nel caso più grave può portare alla lacerazione. Per evitare dolori e lesioni, i gioielli devono essere tolti prima, sempre che contengano metallo ferromagnetico. Pacemaker, sistemi di defibrillatori e grandi tatuaggi nella regione d'esame, che contengano pigmenti colorati metalliferi, possono riscaldarsi o anche causare ustioni della pelle fino al II grado o portare alla perdita di funzione dell'impianto.

### Rilevazione del livello di radiazioni

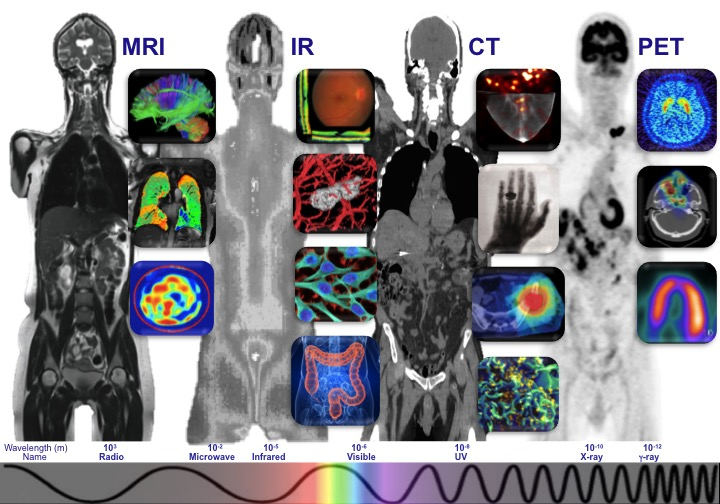
Tipi di radiazione per diverse tecniche di esame in radiologia:
IMR, IR, CT, PET.

Per meglio stimare la radioprotezione, in Germania dal 2007 viene rilevato annualmente il numero di esami radiologici inclusa la dose. Per gli esami radiologici convenzionali tuttavia non vi sono dati completo dell'Ufficio federale di statistica. Per l'anno 2014 fu stimato per la Germania un totale di circa 135 milioni di esami radiologici, cui circa 55 milioni in campo odontoiatrico. La dose media effettiva da esami radiologici per abitante in Germania ammontava per l'anno 2014 pressappoco a 1,55 mSv (circa 1,7 esami radiologici per abitante all'anno). La quota di radiografie odontoiatriche corrisponde al 41%, ma costituisce solo lo 0,4% della dose collettiva effettiva.
In Germania il "Decreto sulla protezione contro i rischi da raggi X" (Verordnung über den Schutz vor Schäden durch Röntgenstrahlen), più noto come "Decreto raggi X" (Röntgenverordnung, abbreviato in RöV) dal 2002 prescrive all'art. 28 che il medico curante negli esami radiologici deve tenere a disposizione e fornire alla persona esaminata i cosiddetti "passaporti dei raggi X" (Röntgenpässe). In questi documenti sono registrate le informazioni per gli esami radiologici del paziente, per evitare di ripetere esami non necessari ed avere possibilità di confronto con radiografie precedenti. In Austria e in Svizzera i passaporti dei raggi X finora ci sono solo su base volontaria. Fondamentalmente deve sempre sia essere data una "indicazione legittima" (rechtfertigende Indikation) per l'uso dei raggi X sia esservi un consenso informato (informierte Einwilligung) del paziente. Il consenso informato in relazione a un trattamento medico designa il consenso del paziente basato sull'informazione e sul chiarimento in tutti i tipi di intervento e altre misure sanitarie (art. 630d BGB).

### Riduzione delle radiazioni
Nel corso degli anni furono intrapresi sempre più sforzi per ridurre l'esposizione alle radiazioni di terapisti e pazienti.

#### Indumenti per la protezione dalle radiazioni

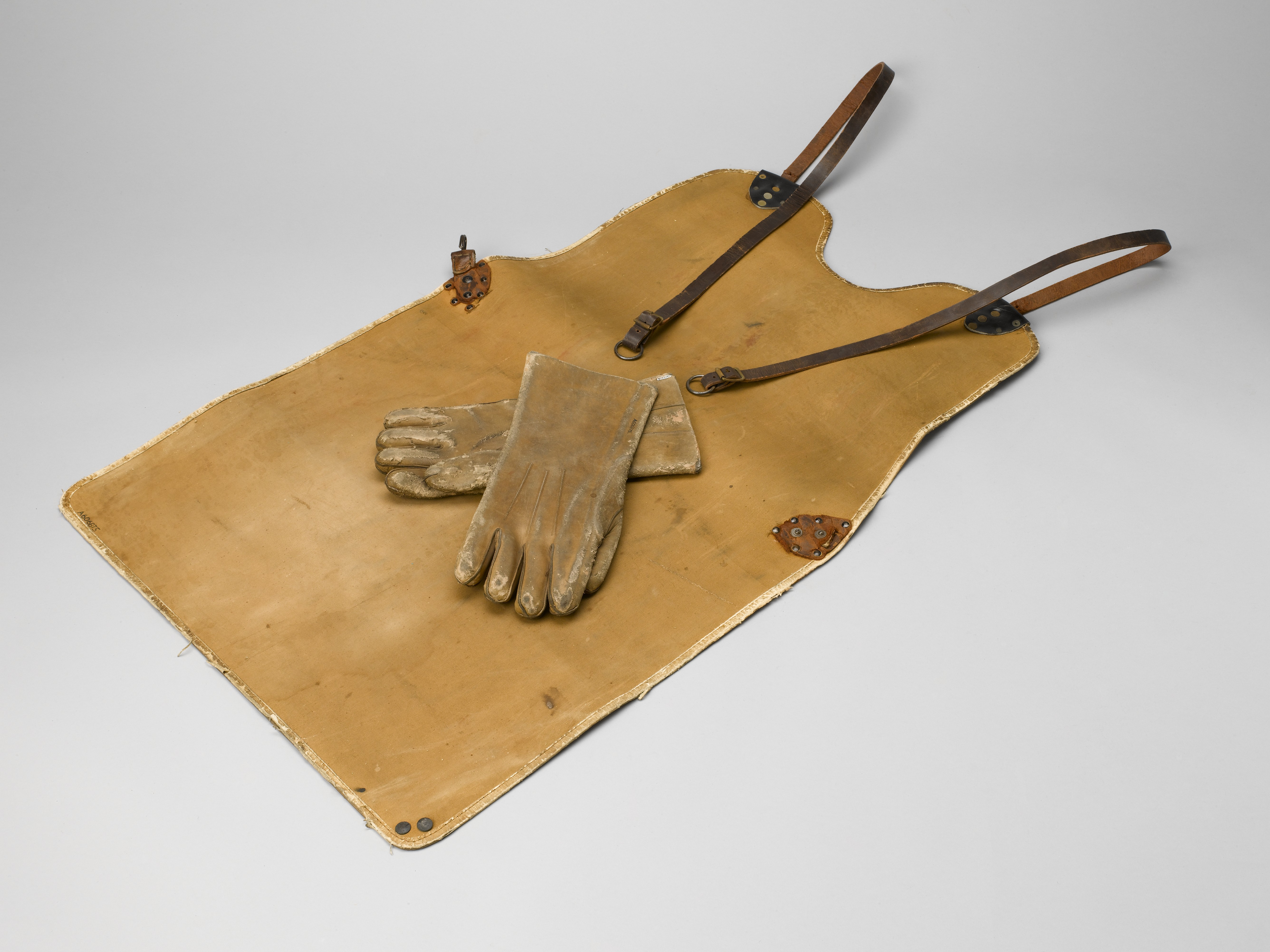
Primi grembiuli e guanti di piombo per la protezione dai raggi X, circa 1920

Dopo la conclusione di Rollins nel 1920, che i grembiuli di piombo proteggono dai raggi X, furono introdotti grembiuli di piombo con uno spessore di 0,5 mm. A causa del peso elevato in seguito furono sviluppati grembiuli senza piombo o a piombo ridotto. Nel 2005 fu riconosciuto che la protezione era a volte notevolmente inferiore rispetto a quando si indossavano i grembiuli di piombo. I grembiuli senza piombo contengono stagno, antimonio e bario, che possiedono la proprietà di sviluppare in caso di irradiazione un'intensa radiazione interna (radiazione di fluorescenza a raggi X). In Germania il Comitato per le norme di radiologia ha ripreso il tema e ha introdotto una norma tedesca (DIN 6857–1) nel 2009. Nel 2014 fu infine emanato lo standard internazionale IEC 61331-3:2014. I grembiuli di protezione, che non corrispondono alla DIN 6857–1 del 2009 o alla nuova IEC 61331–1 del 2014, possono comportare esposizioni superiori. Fondamentalmente ci sono le due classi di equivalenza del piombo 0,25 mm e 0,35 mm. Il produttore deve indicare il peso per unità di superficie in kg/m², al quale si ottiene l'effetto protettivo di un grembiule di piombo puro di 0,25 o 0,35 mm di Pb. L'effetto protettivo di un grembiule deve essere adatto al campo di energia utilizzato, per i grembiuli a bassa energia fino a 110 kV e per i grembiuli ad alta energia fino a 150 kV.
All'occorrenza devono essere usati anche occhiali con lenti di piombo, nei quali le lenti anteriori a seconda dell'uso devono possedere un valore piombo-equivalente di 0,5–1,0 mm di piombo, con un valore piombo-equivalente per la protezione laterale di 0,5–0,75 mm di piombo.
Per i pazienti indossare un grembiule di piombo durante l'effettuazione di un ortopantomogramma (OPG) per un'ortopanoramica non è utile e forse persino dannoso, perché un grembiule indossato da un paziente può proteggere solo da radiazioni che provengono dall'esterno. Ma la radiazione diffusa che si produce non si sviluppa o difficilmente si sviluppa all'esterno del paziente, nell'apparecchio o sui muri della stanza, bensì nella mandibola e si diffonde essenzialmente all'interno del corpo. Un grembiule di piombo può nel caso peggiore riflettere la radiazione diffusa e in tal modo impedirle di fuoriuscire nuovamente dall'interno del corpo. Ai sensi del Decreto raggi X in vigore nel 2018, tuttavia, si prescrive ancora di indossare un grembiule di piombo durante l'effettuazione di un OPG.

#### Schermi di rinforzo per raggi X
Nello stesso anno della scoperta dei raggi X Michele Idvorsky Pupin (1858–1935) inventò il metodo per mettere un foglio di carta rivestito di una sostanza fluorescente sulla lastra fotografica, e abbassare così drasticamente il tempo di esposizione necessario e quindi il livello di radiazioni. Avveniva un annerimento della pellicola dovuto per il 95% agli schermi di rinforzo e solo per il restante 5% direttamente ai raggi X. Thomas Alva Edison identificò come sostanza luminescente adatta il tungstato di calcio (CaWO4), che divenne rapidamente lo standard per gli schermi di rinforzo per raggi X. Negli anni 1970 il tungstato di calcio fu sostituito da schermi di rinforzo che intensificavano ancora di più e segnavano ancora più finemente, con sostanze luminescenti (ossibromuro di lantanio attivato al terbio, ossisolfuro di gadolinio) a base di terre rare. L'uso di schermi di rinforzo nella fabbricazione di pellicole odontoiatriche non si è affermato a causa di perdite nella qualità dell'immagine. La combinazione con pellicole ad alta velocità ridusse ancora di più il livello di radiazioni.

#### Griglie antidiffusione
Una griglia antidiffusione (inglese Potter-Bucky grid, detta anche griglia radiografica) è un dispositivo della tecnica radiologica, che si applica davanti al rivelatore di'immagine (monitor, rilevatore o pellicola) e riduce l'incidenza della radiazione diffusa su quest'ultimo. La prima griglia antidiffusione fu sviluppata nel 1913 da Gustav Peter Bucky (1880–1963). Il radiologo statunitense Hollis Elmer Potter (1880–1964) la migliorò e la integrò nel 1917 in un'attrezzatura di movimento. Con l'uso delle griglie antidiffusione la dose delle radiazioni deve essere innalzata. Nei bambini si deve perciò, possibilmente rinunciare, all'utilizzo delle griglie antidiffusione. Nella radiografia digitale si può a determinate condizioni rinunciare alla griglia, per ridurre il livello di radiazioni del paziente.

#### Stecche antiradiazioni

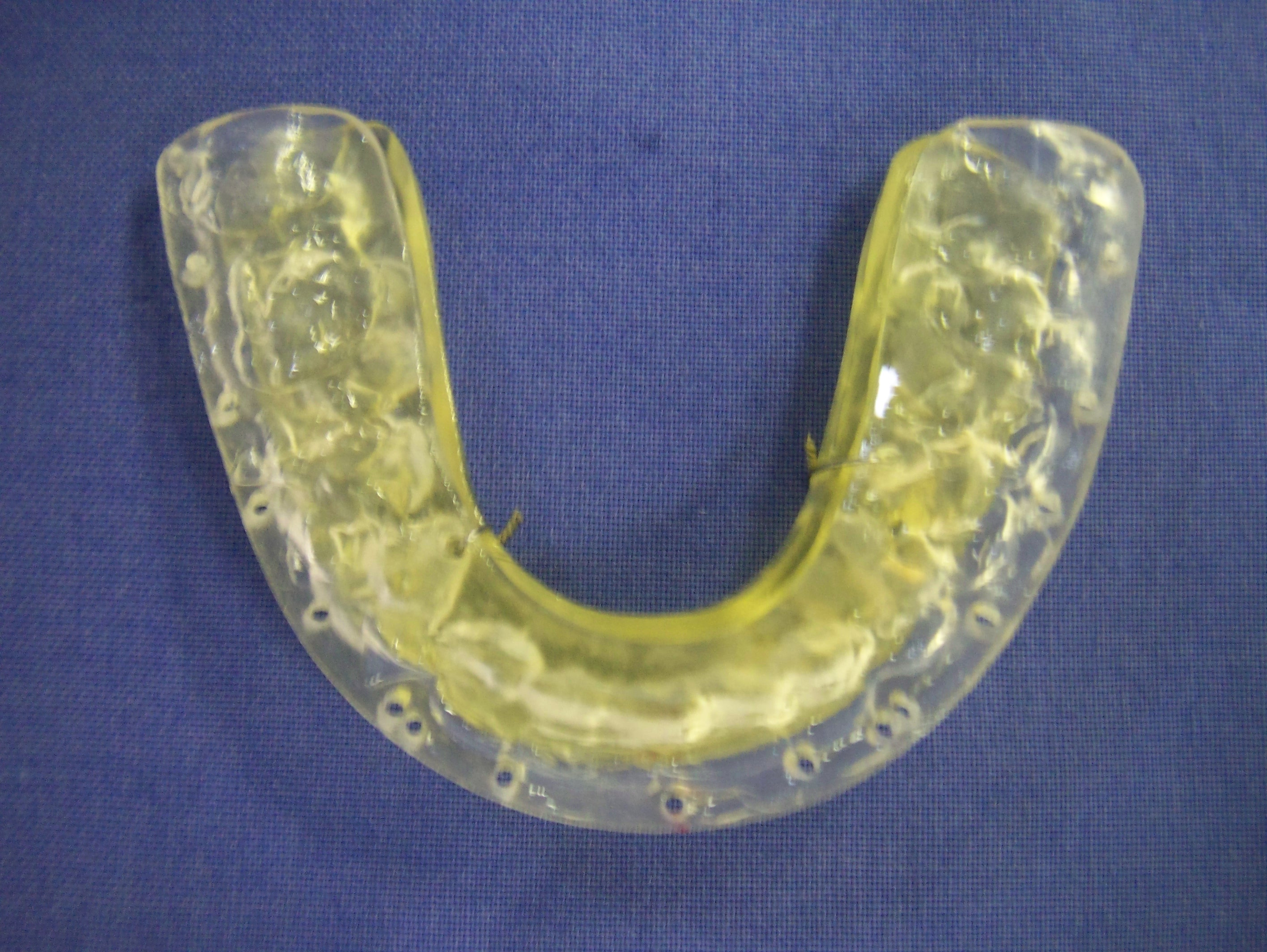
Stecche antiradiazioni

Anche contro la radiazione diffusa, che si sviluppa nell'ambito della radioterapia contro i tumori nella regione testa-collo sulle parti metalliche della dentatura (otturazioni, ponti e simili), possono essere necessarie misure di radioprotezione. Dagli anni 1990 sono impiegati come stecche antiradiazioni noti retrattori in tessuto morbido, per evitare o ridurre una mucosite, un'infiammazione della mucosa. È l'effetto collaterale indesiderato e acuto più significativo. La stecca antiradiazioni è un distanziatore, che separa le mucose dai denti, così che in conformità alla legge del quadrato della distanza sulla mucosa la radiazione diffusa incidente viene ridotta. La mucosite, estremamente dolorosa, rappresenta la più grande menomazione della qualità di vita dei pazienti e limita spesso la radioterapia, per cui si riducono le possibilità di guarigione dal tumore. La stecca diminuisce le reazioni sulla mucosa orale, che tipicamente si sviluppano nel secondo e terzo di una serie di radioterapia e sono irrecersibili.